# Kim Yoo-bin
Kim Yoo bin (14 de enero de 2005) es una actriz infantil surcoreana.

## Filmografía

### Serie de televisión
| Año  | Título                                      | Rol                      | Red  |
| ---- | ------------------------------------------- | ------------------------ | ---- |
| 2010 | Oh! My Lady                                 | Ye-eun                   | SBS  |
| 2010 | The Scarlet Letter                          | Jang Ha-ni               | MBC  |
| 2010 | MBC Sunday Drama Theater "It's Me, Grandma" | Ji-yoon                  | MBC  |
| 2011 | Detectives in Trouble                       | Park Hae-in              | KBS2 |
| 2011 | 49 Days                                     | Shin Ji-hyun             | SBS  |
| 2011 | Hooray for Love                             | Nam Da-reum              | MBC  |
| 2011 | The Princess' Man                           | Kim Ah-kang              | KBS2 |
| 2012 | To the Beautiful You                        | hermana de Min Hyeon-jae | SBS  |
| 2013 | The Fugitive of Joseon                      | Choi Rang                | KBS2 |
| 2014 | God's Gift - 14 Days                        | Han Saet-byul            | SBS  |
| 2015 | The Stars Are Shining                       | Jo Bong-hee (young)      | KBS2 |

### Cine
| Año  | Título           | Rol     |
| ---- | ---------------- | ------- |
| 2009 | Tidal Wave       | Jin-soo |
| 2013 | The Gifted Hands | Da-hee  |